# Jastrzębnik (dopływ Bystrzycy Dusznickiej)
Jastrzębnik (niem. Heller Fliess) – potok w południowo-zachodniej Polsce, w Sudetach; prawy dopływ Bystrzycy Dusznickiej.
Potok ma źródła pod przełęczą Polskie Wrota na wysokości 630 m n.p.m. a ujście na wysokości 535 m n.p.m. w miejscowości Duszniki-Zdrój.